# Moesha Johnson
Moesha Johnson (Tweed Heads, 19 settembre 1997) è una nuotatrice australiana, specializzata nel nuoto di fondo.

## Biografia
Ha partecipato nei 1500 m stile libero ai mondiali di nuoto 2022 a Budapest.
Ha vinto la medaglia di bronzo nella staffetta del nuoto di fondo ai campionati mondiali di nuoto 2023, dove partecipa nuovamente ai 1500 m stile libero in vasca.
Ai seguenti campionati mondiali vince la medaglia d'oro nella staffetta in acque libere e si piazza in quarta posizione nella 10 km individuale.
Grazie a questo risultato si qualifica ai Giochi Olimpici di Parigi 2024 dove vince la medaglia d'argento nella 10 km che si svolge nelle acque della Senna. Sul podio olimpico si piazza dietro alla compagna di allenamento Sharon van Rouwendaal. Partecipa anche ai 1500 m stile libero.
L'anno successivo sale sul gradino più alto del podio sia nella 5 che nella 10 km ai mondiali di Singapore.

## Palmarès
- Giochi olimpici

Parigi 2024: argento nella 10 km.
- Mondiali

Fukuoka 2023: bronzo nella 6 km a squadre.
Doha 2024: oro nella 6 km a squadre.
Singapore 2025: oro nella 5 km e nella 10 km, bronzo nella knockout sprint.